# こども本の森 中之島
こども本の森 中之島（こどもほんのもり なかのしま）は2020年7月5日に開館した、安藤忠雄より大阪市に寄贈された文化施設である。

## 概要
大阪市北区の中之島公園内に位置する。安藤は大病で療養生活を送った折に読書する時間を得たことで、子どもが本と触れあう場所を作ることを着想した。建物の設計も安藤が手がけている。
蔵書の貸し出しは行わない代わりに、館内および公園内全てを閲覧スペースとしている。開館時の蔵書（約1万8600冊）には市民から寄贈された本も含まれる。図書の分類・配置は日本十進分類表や国際十進分類法に基づきながらも、子どもや保護者の興味関心に合わせた12のテーマに分けられている。

## 開館時間
- 午前9時30分〜午後5時

## 休館日
- 毎週月曜日（月曜日が祝日の場合翌平日は開館）
- 蔵書整理期間
- 年末年始

## アクセス
- 京阪中之島線 なにわ橋駅 3号出口すぐ
- 地下鉄御堂筋線・京阪本線 淀屋橋駅 1号出口から約400m
- 地下鉄堺筋線・京阪本線 北浜駅 26号出口から400m

## スタッフ
- 館長 伊藤真由美
- 名誉館長 山中伸弥
- 指定管理者 TRC & 長谷工 meet BACH
- 代表企業・運営 株式会社図書館流通センター (TRC)
- 構成企業・管理 株式会社長谷工コミュニティ
- 構成企業 クリエイティブ・ディレクション / 有限会社 BACH
- 設計・寄付 安藤忠雄建築研究所